# Alberto Fernández Muñoz
Alberto Fernández Muñoz (Madrid, 16 de junio de 1983) es un deportista español que compite en tiro en la modalidad de tiro al plato, campeón olímpico en Tokio 2020 y triple campeón mundial (2010, 2013 y 2018).
Participó en cinco Juegos Olímpicos de Verano, obteniendo una medalla de oro en Tokio 2020, en la prueba de foso mixto (junto con Fátima Gálvez), el 33.er lugar en Pekín 2008, el 25.º en Londres 2012, el 17.º en Río de Janeiro 2016 y el 14.º en París 2024.
Ganó tres medallas de oro en el Campeonato Mundial de Tiro entre los años 2010 y 2018, y nueve medallas en el Campeonato Europeo de Tiro entre los años 2006 y 2025.

## Palmarés internacional
| Juegos Olímpicos   | Juegos Olímpicos         | Juegos Olímpicos  | Juegos Olímpicos |
| Año                | Lugar                    | Medalla           | Prueba           |
| ------------------ | ------------------------ | ----------------- | ---------------- |
| 2020               | Tokio (Japón)            | Medalla de oro    | Foso mixto       |
| Campeonato Mundial |                          |                   |                  |
| Año                | Lugar                    | Medalla           | Prueba           |
| 2010               | Múnich (Alemania)        | Medalla de oro    | Foso             |
| 2013               | Lima (Perú)              | Medalla de oro    | Foso por equipos |
| 2018               | Changwon (Corea del Sur) | Medalla de oro    | Foso             |
| Campeonato Europeo |                          |                   |                  |
| Año                | Lugar                    | Medalla           | Prueba           |
| 2006               | Maribor (Eslovenia)      | Medalla de bronce | Foso             |
| 2006               | Maribor (Eslovenia)      | Medalla de bronce | Foso por equipos |
| 2010               | Kazán (Rusia)            | Medalla de oro    | Foso             |
| 2015               | Maribor (Eslovenia)      | Medalla de plata  | Foso             |
| 2015               | Maribor (Eslovenia)      | Medalla de bronce | Foso por equipos |
| 2019               | Lonato (Italia)          | Medalla de oro    | Foso mixto       |
| 2021               | Osijek (Croacia)         | Medalla de bronce | Foso mixto       |
| 2024               | Lonato (Italia)          | Medalla de oro    | Foso             |
| 2025               | Châteauroux (Francia)    | Medalla de plata  | Foso mixto       |